# 張士佩
張士佩（1531年—1609年），字玫夫（玫父），號澽濱，陝西韓城縣人，軍籍，明朝政治人物，嘉靖丙辰進士，官至南京戶部尚書。

## 生平
嘉靖三十四年（1555年）乙卯科陝西鄉試第十六名。嘉靖三十五年（1556年）丙辰科会试二百八十六名，廷试三甲一百八十五名進士。吏部观政，授浙江紹興府推官，四十年九月选授南京江西道御史，改河南道御史，巡按山东。隆慶五年（1571年）九月升江西按察司副使。万历二年（1574年）十二月升本省右参政，四年二月升山西左参政，五年二月升山东按察使，六年八月升本省右布政使，十二月官山西左布政使。萬曆八年（1580年）三月升都察院右副都御史、巡撫四川。萬曆十年（1582年）七月升吏部右侍郎，十一年四月升左侍郎，十月官至南京戶部尚書，不久被吏科给事中邹元标弹劾驟進，命以吏部左侍郎致仕。家居十年，万历二十年（1592年）起升右都御史总督仓场，又以被劾在家听用。萬曆三十七年卒，年七十九。三十八年（1610年）三月賜祭葬，赠太子太保。有《六書賦》《達意稿》、《洪武正韵》《玉键端蒙録》《循环圖》《主一铭》。曾纂《韓城縣志》。

## 事跡
早年得知縣王翰器重，為其書齋題寫對聯曰：“两畔交成文字水，一川钟出甲科才”。

## 家族
曾祖張營；祖父張催；父張孟德，封绍兴府推官。母楊氏，封太孺人。兄张士亨。娶許氏，繼娶許論之女，生二子：惟俶、惟僖。